# Kobylarzowa Kazalnica

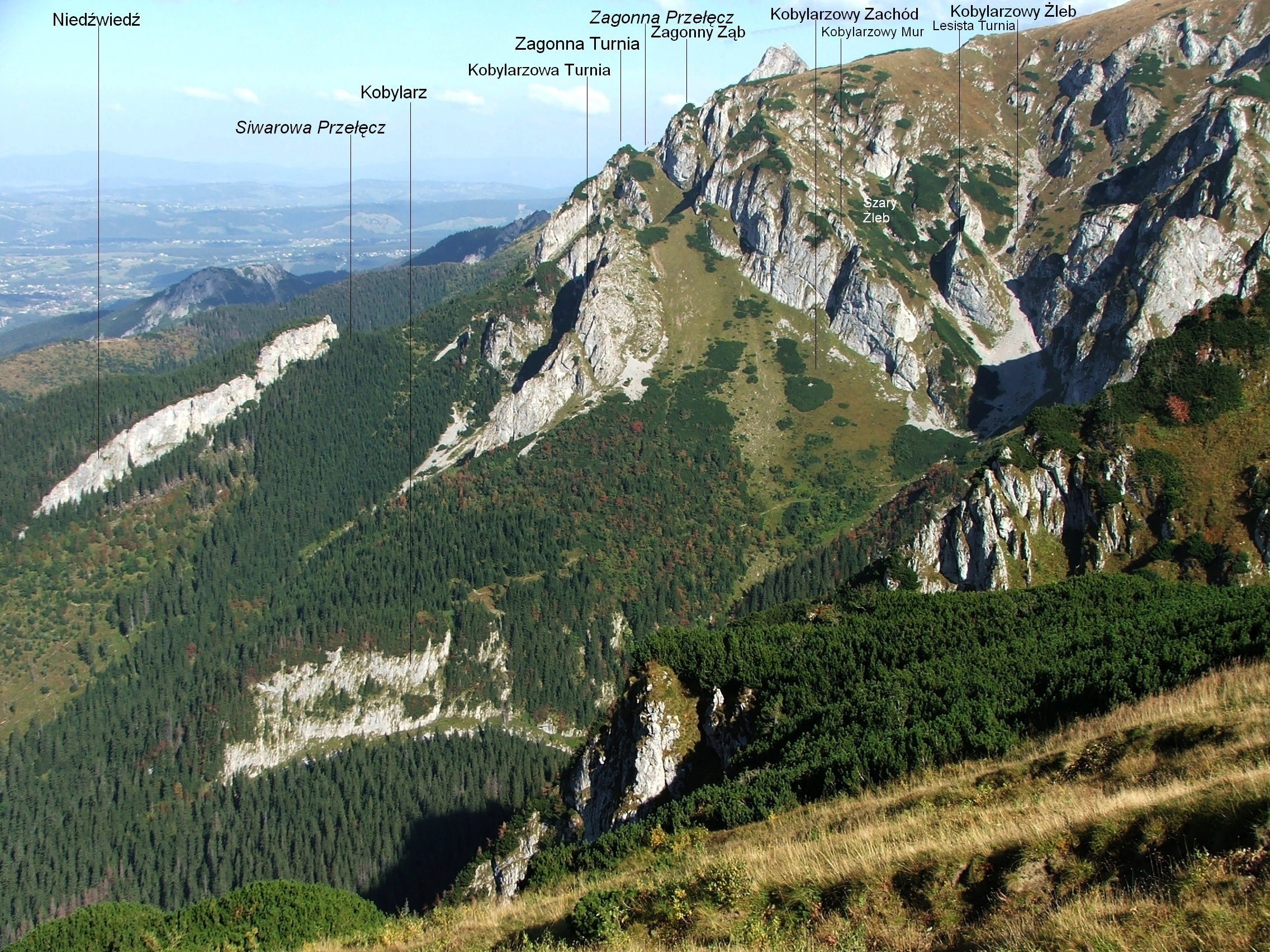
Widok na Kobylarzową Kazalnicę (podpisana jako Kobylarz)

Kobylarzowa Kazalnica – urwisko, jakim Kobylarz opada do dna Doliny Miętusiej w polskich Tatrach Zachodnich. Znajduje się we wschodnich zboczach tej doliny, poniżej Kobylarzowej Turni i Zagonnej Turni. Urwisko ma podłużny kształt, a jego wierzchołek znajduje się na wysokości 1430 m n.p.m. Od południowej strony opada do kotła lodowcowego Wielkiej Świstówki, od zachodniej do Wantuli. Po jego północnej stronie znajduje się niewielki żleb Mały Wodniściak schodzący do dna Doliny Miętusiej
Nazwa urwiska pochodzi od tego, że według opowiadań miejscowej ludności dawniej na Kobylarzu wypasano kobyły. Były to tereny wypasowe Hali Miętusiej. Kazalnicą zaś w taternictwie nazywa się platformę lub niewielką płaśń na ścianie lub zboczu góry, która z trzech stron podcięta jest urwiskami lub przewieszką. Przez Kobylarz prowadzi szlak turystyczny.

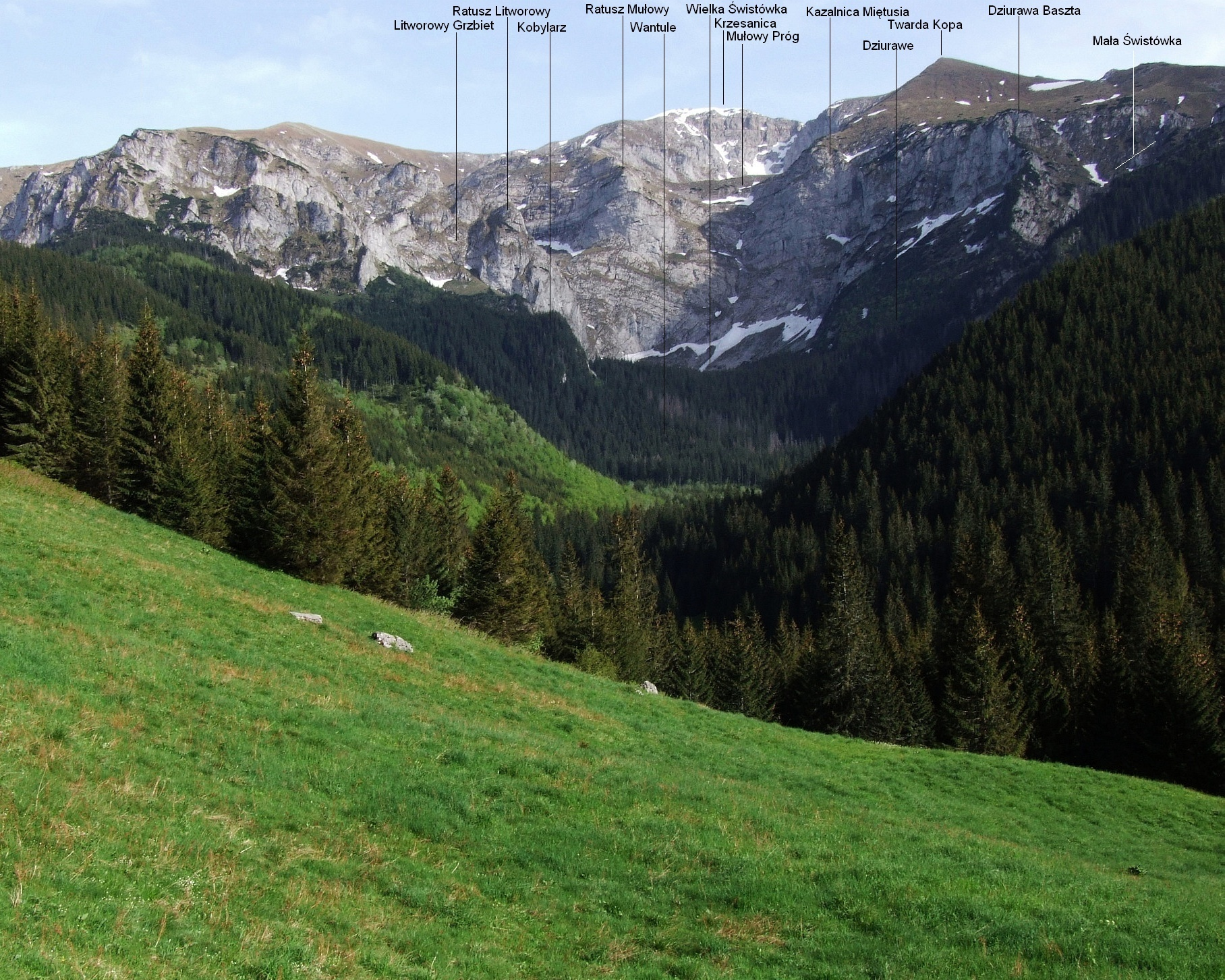
Widok z dolnej części Doliny Miętusiej

## Szlaki turystyczne
Dolina Małej Łąki – Przysłop Miętusi – Kobylarz – Kobylarzowy Żleb – Czerwony Grzbiet – Małołączniak. Czas przejścia: 4 h, ↓ 3 h